# ابداع قوم یهود
اختراع قوم یهود (عبری: מתי ואיך הומצא העם היהודי?) تحقیقی در خصوص تاریخ‌نگاری قوم یهود نوشتهٔ شلومو ساند استاد تاریخ در دانشگاه تل آویو است. این کتاب مجادله داغی را ایجاد کرد.
این کتاب برای ۱۹ هفته پرفروش‌ترین کتاب اسرائیل بود. چاپ فرانسوی آن سه بار چاپ شد. این کتاب در فرانسه جایزه «Prix Aujourd'hui» جایزه‌ای که از سوی روزنامه نگاران به کارهای تاریخی یا سیاسی غیرداستانی اعطا می‌شود.

## منشاهای یهودی
ساند استدلال می‌کند که بیشتر یهودیان معاصر از سرزمین باستانی اسرائیل نشات نمی‌گیرند و آن‌ها هرگز به عنوان یک «ملت-قوم» با یک ریشه مشترک وجود نداشته‌اند. همان‌طور که بیشتر مسیحیان و مسلمانان امروزی اخلاف مردم تبدیل یافته‌اند، نه مسیحیان و مسلمانان اولیه، یهودیت در ابتدا، مانند دو پسرعمویش، یک مذهب در حال تغییر و تبدیل بود. بسیاری از جمعیت یهودی امروز جهان نوادگان گروه‌های اروپایی، روسی و آفریقایی هستند.
بنا به گفته ساند، یهودیان اصلی ساکن اسرائیل، برخلاف باور رایج، پس از قیام بر کخبا (Bar Kokhba revolt) تبعید نشده بودند. ساند استدلال می‌کند که بیشتر یهودیان توسط رومیان تبعید نشده بودند، و اجازه یافته بودند در کشور بمانند. یهودیان بسیاری پس از فتح اعراب به اسلام تغییر مذهب دادند، و در میان فاتحان همسانسازی شدند. او نتیجه می‌گیرد که اجداد اعراب فلسطینی یهودی بوده‌اند.
ساند اظهار می‌کند که داستان تبعید افسانه‌ای بوده که توسط مسیحیان اولیه برای جذب یهودیان به آیین جدید ترویج داده شده. آن‌ها این اتفاق را مانند یک مجازات الهی اعمال شده بر یهودیان به دلیل رد انجیل مسیحی تصویر می‌کردند. ساند می‌نویسد که «مسیحیان می‌خواستند نسلهای بعدی یهودیان باور کنند که اجداد شان در نتیجه مجازاتی از سوی خدا تبعید شده‌است».